# Isole di Ajnov
Le isole di Ajnov (in russo Острова Айновские, ostrov Ajnovskie) sono un gruppo di due isole russe nel Mare di Barents. Amministrativamente fa parte del Pečengskij rajon dell'oblast' di Murmansk, nel Distretto Federale Nordoccidentale.

## Geografia
Le due isole, Bol'šoj Ajnov e Malyj Ajnov (Большой e Малый Айнов; in italiano "grande e piccola Ajnov") si trovano a 5 km dalla penisola Srednij (полуостров Средний), a ovest della baia Bol'šaja Volokovaja (губа Большая Волоковая).
Le isole sono un luogo di nidificazione di uccelli e fanno parte della Riserva Kandalakšskij (Кандалакшский заповедник).

## Storia
Negli anni dal 1920 al 1944 facevano parte della Finlandia.